# 사크섬
사크섬(프랑스어: Sercq, 사크어: Sèr)은 영국 채널 제도의 건지섬 근처에 있는 작은 섬이다. 면적은 5.2 km2이며, 2002년 당시의 인구는 610명이다. 자동차가 없고, 교통 수단은 마차, 경운기 등이다. 공항 또한 없으며 선박편으로 외부와 연결된다.

## 정치
이 섬은 "유럽 최후의 봉건 영지"로 불렸다. 사크섬의 영주는 사크 섬 정부의 수장이다. 1974년 존 마이클 뷰몬트가 22대 영주에 즉위했다. 건지섬의 관할 하에 있는 섬이지만, 독자적인 법률 및 자치권을 가지고 있다. 2008년에 사상 처음으로 선거를 실시하기 이전에는 섬의 의회는 지주계급이 독점하여 왔으나, 2008년 최초로 민주적인 선거를 시행하여, 이후 전 주민에 의한 자치가 시작되었다.

## 사진

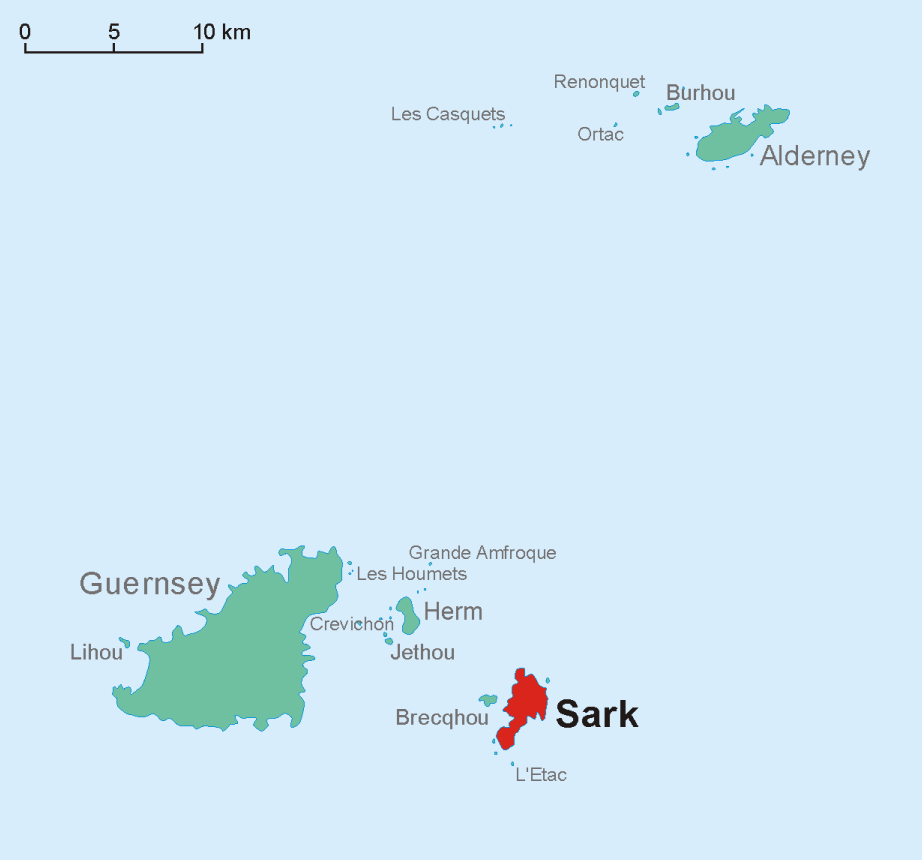
사크섬의 위치
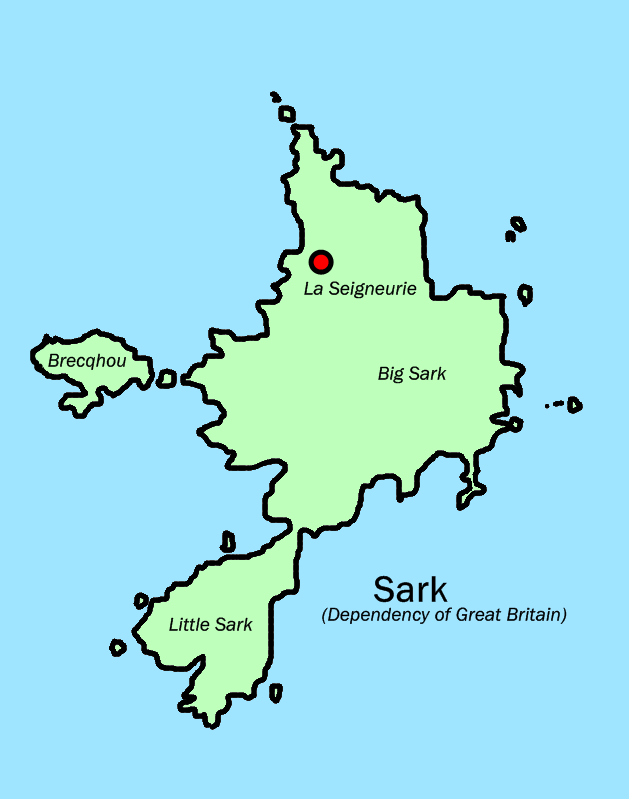
사크섬의 지도
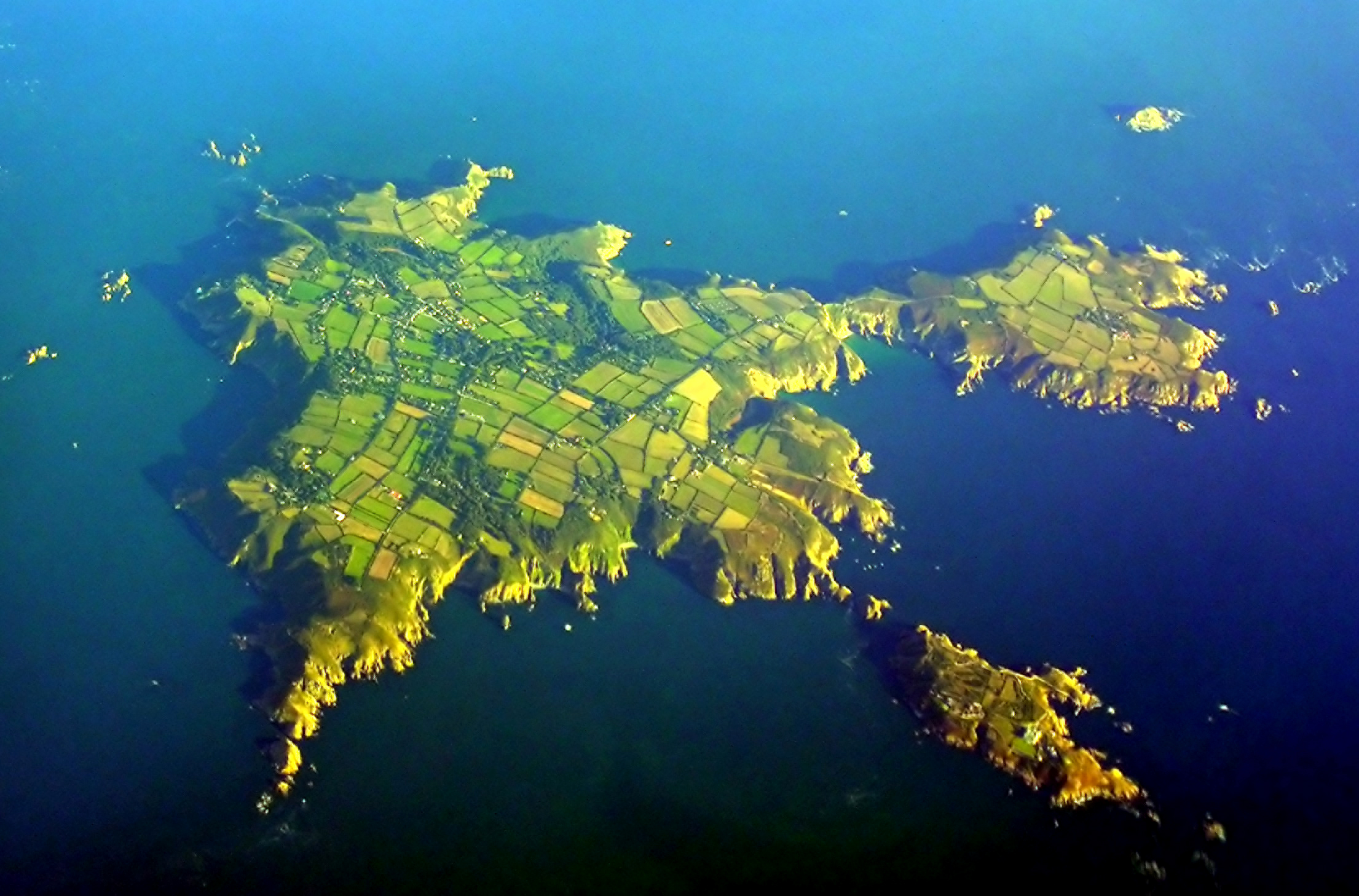
사크섬의 조감도
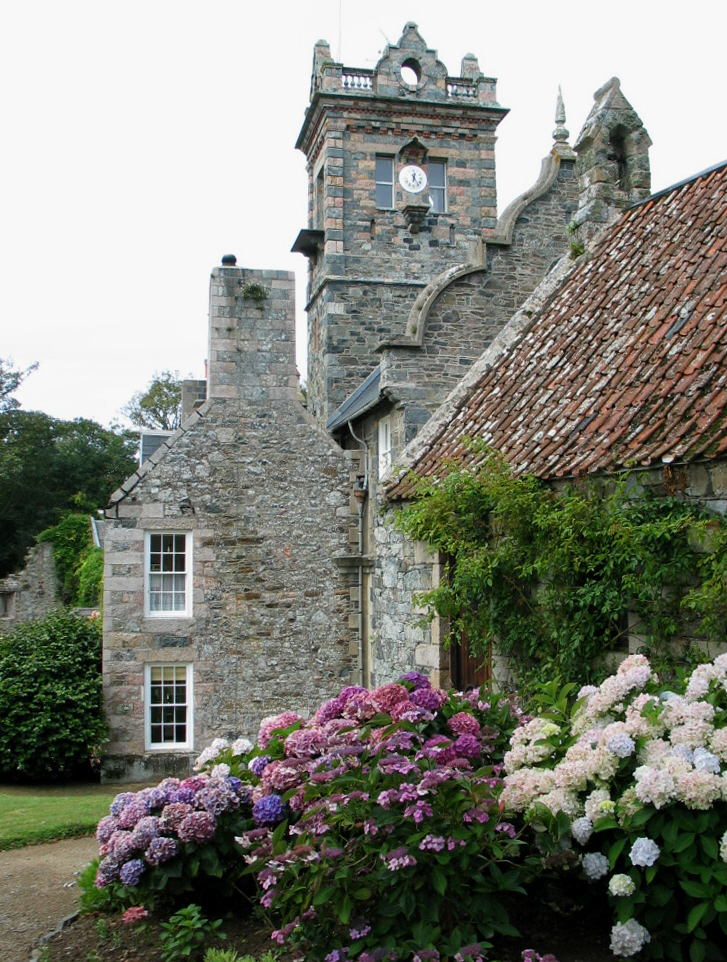
영주의 집
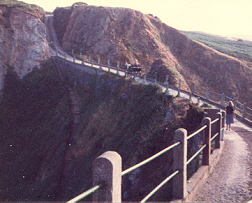
La Coupée는 사크섬의 두 부분을 연결하는 아주 좁은 지협이다.

## 같이 보기
- 험섬